# Daozang
Daozang (chinesisch 道藏, Pinyin Dào Zàng) bezeichnet das für den Daoismus normative Schriftgut (Kanon).
Der Daozang wurde 1409 auf kaiserliche Anordnung zusammengestellt, die Geschichte dieser Zusammenstellung reicht jedoch bis in das 5. Jahrhundert zurück, als die „Drei Höhlen“ (San dong, siehe auch Grottenhimmel) der Textgruppen Lingbao, Shangqing und San Huangwen entstanden. Diese Struktur prägt den Kanon, auch wenn später andere Texte aufgenommen wurden und Verschiebungen und Erweiterungen stattfanden.
Der bis heute überlieferte Kanon stammt aus dem Jahr 1447 mit einem Zusatz von 1607. Er enthält etwa 1500 Werke.
Die mystischen Texte des Lingbao und des Shangqing sollen der Überlieferung nach durch Offenbarung entstanden sein, während andere Texte, wie z. B. das Baopuzi sich auf praktische Belange wie Alchemie, Lebenspflege und Sublimierung der menschlichen Physis beziehen.
Neben den Offenbarungen haben Fu-Lu, Amulette und Register, eine besondere Bedeutung für die Praxis des Daoismus. Register enthalten die Namen von Gottheiten und sind Daoshi, daoistischen Priestern, vorbehalten. Die Namen von Göttern werden mittels der Register aufgerufen und in Liturgien eingesetzt. Die Amulette stellen oft graphische Zeichnungen dar, die religiöse Kräfte herbeizwingen sollen, oder als diese selbst angesehen werden.